# كأس ملك إسبانيا 1996–97
كأس ملك إسبانيا 1996–97 (بالإسبانية: Copa del Rey de fútbol 1996-97)‏ هو الموسم 93 من كأس ملك إسبانيا. أشرف على تنظيمه الاتحاد الملكي الإسباني لكرة القدم، وكان عدد الأندية المشاركة فيه 72، وفاز فيه نادي برشلونة.